# Кале (футбольний клуб)
«Кале» (фр. Calais RUFC) — колишній французький футбольний клуб з однойменного міста, заснований 1902 року. Приймав своїх суперників на «Стад де л'Епопе», що вміщує 12 432 глядачів. Майже весь час свого існування команда мала аматорський статус, що не завадило їй 2000 року вийти у фінал Кубка Франції. У вересні 2017 року команда була розформована через фінансові проблеми.

## Історія
Клуб був заснований в 1902 році під назвою «Расінг» (фр. Racing Club de Calais). Клуб став професіональним в 1933 році і грав у другому дивізіоні Франції до 1938 року (найкращий результат — 6-те місце у 1935 році). 1938 року через недостатнє фінансування клуб вирішив відмовитись від професіонального статусу і в подальшому став виступати на аматорському рівні.
1974 року «Расінг» об'єднався з іншим місцевим клубом «Уніон Спортів» (фр. Union Sportive), створивши нову команду «Кале» (фр. Calais Racing Union Football Club), відобразивши у повній назві команди назви обох клубів, а також взявши за основу кольори обох клубів — чорний, жовтий та червоний.
2000 року «Кале», що грало у четвертому за рівнем дивізіоні сенсаційно вийшло у фінал Кубка Франції. На шляху до фіналу аматорський колектив, пройшов десять клубів. в тому числі чотири професіональні — «Лілль» і «Канн» з другого дивізіону та «Страсбур» і «Бордо» з першого. У фіналі «Кале» зустрілось на «Стад де Франс» із ще однією командою вищого дивізіону «Нантом» і після першого тайму перемагала 1:0, втім у другому таймі «Нант» завдяки суперечливому пенальті на 90-ій хвилині гри вирвав перемогу 2:1. Тим не менш в знак поваги капітан переможців Мікаель Ландро запросив капітана «Кале» Реджинальда Бека разом підняти кубок із рук президента Франції Жака Ширака. Однак по завершенні сезону жоден із гравців команди не перейшов на професіональний рівень, продовживши грати із командою в чемпіонаті аматорів.
В наступні роки команда продовжила вдалі виступи у Кубку Франції, зокрема у сезоні 2005/06 вона вибила дві професіональні команди («Труа» і «Брест»), дійшовши до стадії чвертьфіналу, де знову команда поступилась «Нанту», на цей раз 0:1.
28 вересня 2017 року через банкрутство клуб було розпущено. Натомість 2018 року було створено юридично новий аматорський клуб «Кале» (фр. Calais Football Club Hauts-de-France).

## Досягнення
Кубок Франції
- Фіналіст: 2000